# 三沢彰
三沢 彰（みさわ あきら、1942年5月1日 - 1994年11月14日）は、日本の造園家・造園学者。道路の沿道環境緑地帯に関する研究など、造園の定量化によって最適構造の決定化を試みた。工学博士。北海道釧路市生まれ。

## 略歴
1965年、千葉大学園芸学部旧造園学科卒業。日本道路公団入社。1972年から1974年、千葉大学園芸学部造園学科専攻生。1975年に千葉大学園芸学部旧環境緑地学科助手。1979年から1980年、文部省内地研究員として、東京工業大学工学部社会工学科に所属。
1981年、科学的かつ実証的な『沿道空間における環境緑地帯の構造に関する基礎的研究』で東京工業大学より学位授与。この研究により1982年、日本造園学会賞受賞。
1984年、千葉大学助教授。1986年から1988年、日本工業大学工学部建築学科非常勤講師併任。1988年、千葉大学大学院自然科学研究科環境科学専攻助教授就任。1989年、から1993年まで、日本造園学会理事。1992年、文部省在外研究員、リンカーン大学農学部造園学科およびメルボルン大学環境計画学部に赴任。1993年、千葉大学園芸学部緑地・環境学科教授就任。日本造園学会幹事。1994年、千葉大学大学院教授に就任するが、同年11月14日に肝臓癌のため死去した。

## 著書
- 『自動車道路のランドスケープ計画－環境と景観の立場からみた道路づくり－』三沢彰・松崎喬・宮下修一編集 ソフトサイエンス社 1994
- 『道路の緑の機能－環境緑地帯の構造と効果』ソフトサイエンス社 1995
- 『最先端の緑化技術』（共著） ソフトサイエンス社 , 1989

（翻訳）
- 『図説　生活環境と緑の機能』 G．O．ロビネッティ著　米国内務省国立公園局編　米国造園家協会ASLA編　産業技術センター 1978
- 『図説生活空間（アメニティ）と緑』 米国内務省国立公園局 編 米国造園家協会 編  ソフトサイエンス社